# Mar d'Aral Sud
|  | Si cerqueu altres usos, vegeu Mar d'Aral. |

La Mar d'Aral Sud (o el Mar d'Aral Sud) era un llac d'aigua salada de l'Àsia central de la meitat sud de l'antiga conca del Mar d'Aral, que es va assecar en gran part perquè les aigües dels dos rius que l'alimentaven, el Sirdarià i l'Amudarià pràcticament no arribaven a dur-hi aigua, a causa del desenvolupament de la irrigació per a l'agricultura.

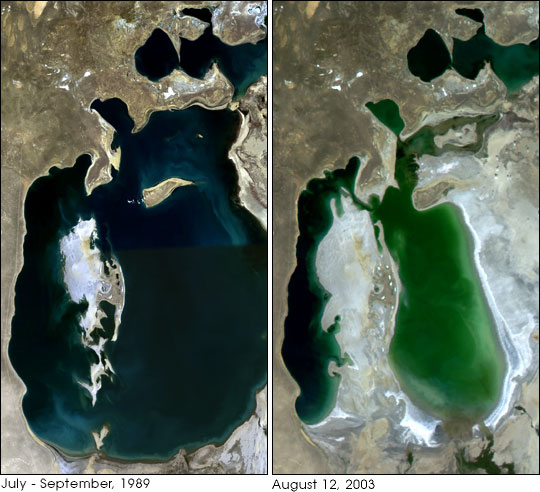
Comparació de la mar d'Aral en 1989 i 2003. El 2003, la mar d'Aral Nord i Sud són dos volums d'aigua definits

Es va formar el 1986 a conseqüència de la caiguda dràstica del nivell del mar d'Aral i, per tant, va sorgir la península de Kokaral que va portar a la separació del Mar d'Aral Nord, on encara rep les minvades aigües del Sirdarià, respecte del Sud. El Mar d'Aral Sud només rep les aigües superficials de les inundacions causades per la fosa de la neu que són particularment importants.
A partir del 2002, la retirada de les aigües va engendrar també la creació d'un llac petit, el llac Barsakelmes, que es troba separat del seu extrem nord.
El 2003 el mateix Mar d'Aral Sud es va dividir en dues conques principals que envolten l'antiga Illa Renaixement. Un estret canal va relligar la conca occidental amb l'oriental, on el fons és molt més pla.
El 2008 el Mar Oriental es va dividir de nou, i al maig de 2009 va restar completament assecat.
El 2010, es va omplir parcialment de nou gràcies a l'aigua de desglaç. La conca del Mar d'Aral Occidental és més profunda, té una mica de reemplenatge d'aigües subterrànies al nord-oest en 2 km³ per any, la qual cosa li permet d'estabilitzar la seva mida a 2700-3500 km², i així probablement evitaria la dessecació total.

## Antecedents
El Mar d'Aral va començar la reducció en la dècada de 1960, quan la Unió Soviètica va decidir que els dos rius que l'alimenten, l'Amudarià i Sirdarià, serien desviats per al reg dels cultius de cotó i dels aliments al Kazakhstan i l'Uzbekistan.
El 1986, a causa d'una pèrdua accelerada d'aigua, el mar d'Aral es va dividir en dues parts, la del nord i la del sud; la part nord és l'actual Mar d'Aral Nord.

## Salinitat
El 2007, la conca occidental tenia una salinitat de 70 g/l, i l'oriental de la conca de 100 g/l. Una vegada que el nivell d'aigua cau per sota del canal de connexió (elevació 29 m), s'espera un augment de la salinitat. En les condicions actuals, la conca oriental pot rebre aigua de l'Amudarià en anys humits, fluctuant la seva salinitat i la inundació d'una àrea de fins a 4500 km² d'aigua salada a una profunditat aproximadament d'un metre, fet que impediria qualsevol activitat econòmica en l'àrea, mentre que a la conca occidental esdevé cada vegada més salina. El desviament de l'aigua de l'Amudarià directament a la conca Occidental, més profunda, podria reduir-ne prou la salinitat per a permetre la represa de la pesca local, alhora que faria que la conca oriental es dessequés gairebé íntegrament i així s'evitaria els problemes d'inundacions.

## Situació actual
S'espera que el Mar d'Aral Occidental s'estabilitzi a 2700-3500 km², una profunditat mitjana de 14 a 15 m, i una fondària màxima de 37 a 40 m, en el supòsit de descàrrega de les aigües subterrànies a un ritme de 2 km³ per any. El Mar Oriental es va assecar completament l'estiu de 2009, però va rebre una mica d'aigua de la fosa de la neu a la primavera de 2010. S'espera que s'alterni entre la dessecació completa en els estius i el diluvi de tant en tant a partir de l'Amudarià i la diafonia amb el dic que conté el mar d'Aral Nord.
- Juliol de 2002 – El llit antic del mar és visible com a zones de color més clar, les regions més clares mostren la més recent dessecació.
- Novembre de 2003 – Una gran part de les aigües del Mar Oriental s'ha evaporat, els remolins verds de jade representen sediments a les aigües poc profundes.
- Agost de 2009 – Els aiguamolls del Mar Oriental s'han assecat encara més, amb només el menor indici d'aigua on desemboca al Mar Occidental. El llac Barsakelmes apareix entre els mars nord i occidental.
- Juliol de 2010 – Un primer pla del canal que va del Mar Oriental reinundat fins al mar Occidental. Les àrees blanques són les salines exposades del nou desert Aralkum.
- Agost de 2010 – Una part del Mar Oriental ha estat reinundat pel fort desglaç de l'Amudarià.
- Setembre de 2011 - El Mar d'Aral Nord i el Mar d'Aral Sud del lòbul oriental van perdre aigua, mentre que el Mar d'Aral Sud del lòbul occidental va guanyar més aigua.
- Agost de 2014 - El lòbul oriental del mar d'Aral Sud s'ha assecat.
- Març de 2017 - El lòbul oriental del mar d'Aral Sud està completament sec.
- Abril de 2018 - El lòbul oriental del mar d'Aral Sud apareix reinundat pel desglaç de l'Amudarià.
- Foto per satèl·lit del 30 de juny de 2019 - El lòbul oriental del mar d'Aral Sud està completament sec.
- Foto per satèl·lit del 27 d'octubre de 2020 - El lòbul oriental del mar d'Aral Sud continua estant completament sec.

El 2015, el mar Occidental es començava a dividir en dos, ja que el canal que connectava la part central del mar i la petita part del nord-est cada vegada es tornava més prim. (Això es pot veure a la imatge del 2014). Des del 2018, l'escissió s'havia completat.